# Encarsia davidi
Encarsia davidi is een vliesvleugelig insect uit de familie Aphelinidae. De wetenschappelijke naam is voor het eerst geldig gepubliceerd in 1980 door Viggiani & Mazzone.